# ウラジーミル・マツケヴィッチ
ウラジーミル・マツケヴィッチ（ロシア語：Владимир Мацкевич、1947年3月1日 - ）は、ベラルーシ共和国の軍人、チェキスト。元ベラルーシ国家保安委員会（KDB）議長。中将。ベラルーシ人。
ミンスク州プホヴィチスキー地区マリイナ・ゴルカ町出身。1970年、石油・ガス処理化学技術専攻でS.M.キーロフ名称白ロシア工科大学を卒業。大学卒業後、ゴメリ州モズイリ市の精油工場の技師、技術課先任技師、LK-6U装置の先任技師、ディーゼル燃料水素脱硫装置長として働く。
1973年～1976年、コムソモール・モズイリ市委員会第二書記、第一書記、ゴメリ州委員会第二書記。
1976年からソ連国家保安委員会（KGB）。1978年、KGB赤旗大学を卒業。白ロシアKGBゴメリ州局で4年間勤務。1982年、白ロシアKGBヴィテブスク州局ノヴォポロツク市課長。1985年からソ連KGB第4局の副課長、課長。
1990年～1994年、白ロシアKGB（後にベラルーシ国家保安委員会（KDB））ミンスク州局副局長、局長。1994年～1995年、KDBブレスト州局長。
1995年12月～2000年11月、KDB議長。2001年7月、駐ユーゴスラビア連邦共和国ベラルーシ共和国非常全権大使に任命。

## パーソナル
メダル9個を受賞。